# Yvonne Lefébure
Yvonne Lefébure (* 29. Juni 1898 in Ermont,  Département Val-d’Oise; † 23. Januar 1986 in Paris) war eine französische Pianistin.

## Leben und Werk
Lefébure hatte ab 1906 Klavierunterricht bei Marguerite Long, studierte dann am Pariser Konservatorium bei Maurice Emmanuel und Charles-Marie Widor und nahm Privatunterricht bei Alfred Cortot. Sie trat schon bald mit den legendären Orchestern von Charles Lamoureux und Édouard Colonne auf und arbeitete später unter Dirigenten wie Adrian Boult, Wilhelm Furtwängler und Pablo Casals, an dessen Festivals von Prades und Perpignan sie in den 1950er und 1960er Jahren regelmäßig teilnahm.
Sie unterrichtete Klavier an der École normale de musique de Paris und bis 1969 am Pariser Konservatorium, danach gab sie bis zu ihrem Tode noch Privatunterricht.

## Schüler (Auswahl)
- Frédérique Samson (1943–2020)
- Karol Bermúdez (* 1941)
- Hélène Boschi (1917–1990)
- Imogen Cooper (* 1949)
- Evelyne Crochet (* 1934)
- Samson François (1924–1970)
- Arturo Sudbrack Jamardo (1943–2019)
- Dinu Lipatti (1917–1950)
- Branka Musulin (1917–1975)
- Peter Ronnefeld (1935–1965)
- Jean-Marc Savelli (* 1955)
- Michael Studer (1940–2024)
- Françoise Thinat (* 1934)